# 15.º Grupo de Exércitos
O 15º Grupo de Exércitos (em inglês:  15th Army Group) foi um grupo de exércitos na Segunda Guerra Mundial, composto pelo Oitavo Exército Britânico e inicialmente pelo Sétimo Exército dos Estados Unidos (1943), substituído pelo Quinto Exército dos Estados Unidos (a partir de janeiro de 1944), que além de unidades de todo o Império Britânico e dos Estados Unidos, também tinha unidades inteiras de outros países ou regiões aliados, incluindo: um corpo da França Livre e um da Polônia; uma divisão do Brasil; várias brigadas separadas de italianos e gregos; além de apoio a, e de, guerrilheiros italianos locais. Operou na Campanha da Itália de 1943 a 1945.

## História

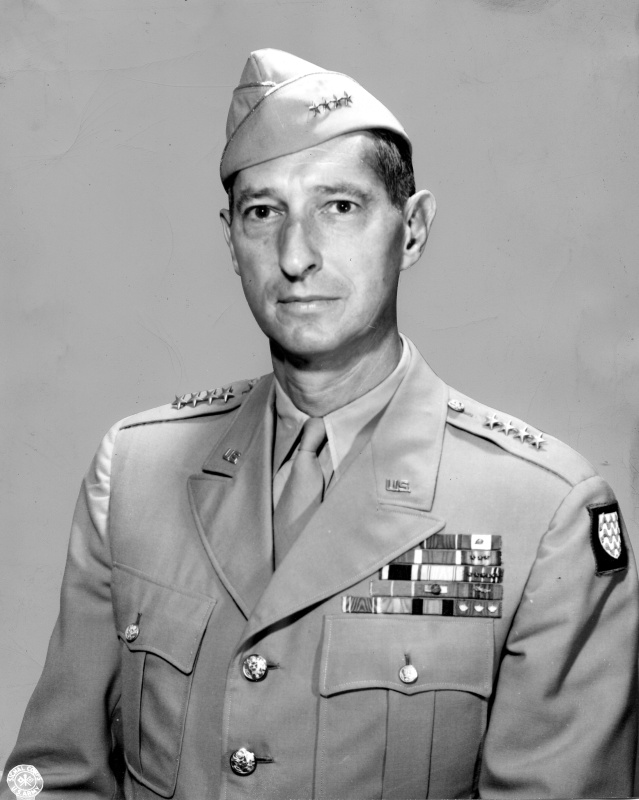
O General Mark W. Clark com a insígnia de ombro do 15º Grupo de Exércitos.

O 15º Grupo de Exércitos foi ativado em 1943 em Argel, Norte da África, para planejar a invasão da Sicília, codinome Operação Husky. Suas principais forças para esta tarefa foram o Sétimo Exército dos Estados Unidos, sob o comando do Tenente-General George Patton, e o Oitavo Exército Britânico, sob o comando do General Bernard Montgomery. Após a captura da Sicília, o grupo de exércitos tornou-se responsável pela invasão da Itália continental, na qual o Sétimo Exército foi substituído pelo Quinto Exército, sob o comando do Tenente-General Mark Clark. Em janeiro de 1944, o grupo de exércitos foi redesignado sucessivamente Forças Aliadas na Itália e depois Força Aliada do Mediterrâneo Central.
Em março de 1944, o grupo de exércitos foi renomeado para Exércitos Aliados na Itália. Durante todo esse período, o grupo de exércitos esteve sob o comando do general britânico Sir Harold Alexander. No final de 1944, o grupo de exércitos avançou para o norte pela Itália, capturando Roma e expulsando as forças do Eixo em retirada para o norte da Itália. Apesar e devido ao rápido avanço das forças aliadas na Itália em junho e julho de 1944, após a libertação de Roma, o alto comando aliado na Europa Ocidental decidiu retirar da frente italiana o Corpo Expedicionário Francês e o VI Corpo dos EUA, realocados para desembarcar no sul da França em apoio ao avanço no norte daquele país, e libertar o sul da França, incluindo os enormes complexos portuários de Marselha e Toulon, e colocar em ação as sete divisões do 1º Exército francês (1º e 5º blindados, 1º, 2º, 3º, 4º e 9º de infantaria) que haviam sido reequipados na África do Norte Francesa pelos Estados Unidos. A lacuna nas fileiras do Quinto Exército causada pela retirada de sete divisões (três do Exército dos EUA, a 3ª, 36ª e 45ª divisões de infantaria; e quatro francesas, a 1ª, 2ª, 3ª e 4ª divisões) foi preenchida em 1944 e início de 1945 por cinco do Exército Americano (10ª Divisão de Montanha, 85ª, 88ª, 91ª e 92ª divisões de infantaria) e uma divisão do Exército Brasileiro equipada pelos Estados Unidos (a 1ª). Substituições adicionais e elementos de serviço foram fornecidos pela conversão da 2ª Divisão de Cavalaria do Exército dos EUA, que chegou ao teatro em 1944.
Para complicar as ambições dos Aliados na Itália, entre outubro de 1944 e março de 1945, as forças britânicas disponíveis também foram enfraquecidas pela repartição da 1ª Divisão Blindada devido à falta de substitutos para as baixas do 8º Exército e pela retirada e envio para a Grécia de duas divisões de infantaria britânicas (4ª e 46ª), a 4ª Divisão Indiana controlada pelos britânicos, a 23ª Brigada Blindada britânica, a 2ª Brigada de Paraquedistas britânica e a 3ª Brigada de Montanha grega. Além disso, o I Corpo canadense e a 5ª Divisão de Infantaria britânica foram retirados e realocados para o noroeste da Europa na Operação Goldflake, para compensar as perdas britânicas e canadenses na França e na Bélgica em 1944. As divisões britânica e canadense que foram retiradas para reforçar o 21º Grupo de Exércitos aproveitaram os portos no sul da França libertados pelo 7º Exército dos EUA e pelo 1º Exército francês na Operação Dragão. As novas lacunas na frente italiana foram preenchidas por quatro "grupos de combate" italianos, cada um equivalente a uma divisão "leve" (duas brigadas) sob a tabela britânica de organização e equipamento, tropas americanas adicionais (destacadas das forças na França ou convertidas de unidades de cavalaria e antiaéreas de nível militar) e uma brigada adicional composta em grande parte por infantaria recrutada no Mandato Britânico da Palestina.
Em dezembro de 1944, Sir Harold Alexander foi promovido a marechal e nomeado Comandante Supremo do Quartel-General das Forças Aliadas, responsável por todas as operações militares no Teatro do Mediterrâneo, e o Tenente-General Mark Clark tornou-se o novo comandante, com o grupo do exércitos renomeado 15º Grupo de Exércitos mais uma vez. Após a ruptura definitiva da Linha Gótica, as forças do Eixo na Itália foram finalmente derrotadas na ofensiva de primavera do 15º Grupo de Exércitos, com as forças do Eixo se rendendo em 2 de maio de 1945. Em 5 de julho, o 15º Grupo de Exércitos foi reorganizado e redesignado como Forças Ocupacionais dos EUA na Áustria.

## Ordem de batalha
Ordem de Batalha do 15º Grupo de Exércitos, agosto de 1944-abril de 1945
- 15º Grupo de Exércitos - (Marechal Sir Harold Alexander)
  -  8º Exército Britânico - (Tenente-General Sir Oliver Leese)
    -  V Corpo Britânico (Tenente-General Charles Keightley)
      -  1ª Divisão Blindada britânica - (Major-General Richard Hull)
      -  4ª Divisão de Infantaria britânica - (Major-General Alfred Dudley Ward)
      -  4ª Divisão de Infantaria indiana - (Major-General Arthur Holworthy)
      -  46ª Divisão de Infantaria britânica - (Major-General John Hawkesworth)
      -  56ª Divisão de Infantaria britânica - (Major-General John Yeldham Whitfield)
      -  25ª Brigada de Tanques

    -  I Corpo Canadense - (Lieutenant-General E. L. M. Burns)
      -  1ª Divisão de Infantaria canadense - (Major-General Christopher Vokes)
      -  2ª Divisão Neo-Zelandesa - (Tenente-General Bernard Freyberg, 1º Barão de Freyberg)
      -  5ª Divisão Blindada canadense - (Major-General Bert Hoffmeister)
      - 3ª Brigada de Montanha grega - (Tenente-General Thrasyvoulos Tsakalotos)
      -  21ª Brigada de Tanques

    -  II Corpo Polonês - (Tenente-General Władysław Anders)
      -  3ª Divisão de Infantaria dos Cárpatos - (Major-General Bronisław Duch)
      -  5ª Divisão de Infantaria Kresowa - (Major-General Nikodem Sulik)
      -  2ª Brigada Blindada

    -  X Corpo Britânico - (Tenente-General Sir Richard McCreery)
      -  10ª Divisão de Infantaria britânica - (Major-General Denys Reid)
      -  9ª Brigada Blindada

    -  Exército Co-beligerante italiano - (Tenente-General Paolo Berardi)

  -  5º Exército americano - (Tenente-General Mark W. Clark)
    -  II Corpo Americano - (Major-General Geoffrey Keyes)
      -  34ª Divisão de Infantaria - (Major-General Charles L. Bolte)
      -  88ª Divisão de Infantaria - (Major-General Paul W. Kendall)
      -  91ª Divisão de Infantaria - (Major-General William G. Livesay)

    -  IV Corpo americano - (Major-General Willis D. Crittenberger)
      -  6ª Divisão Blindada Sul-Africana - (Major-General Evered Poole)
      -  85ª Divisão de Infantaria - (Major-General John B. Coulter)
      -  92ª Divisão de Infantaria - (Major-General Edward Almond)
        -  442ª Equipe de Combate Regimental - (Coronel Virgil R. Miller)

      -  1ª Division de Infantaria brasileira - (General-de-Brigada Mascarenhas de Morais)
      -  10ª Divisão de Montanha - (Major-General George Price Hays)

    -  XIII Corpo Britânico - (Tenente-General Sidney Kirkman)
      -  1ª Divisão de Infantaria britânica - (Major-General Charles Loewen)
      -  6ª Divisão Blindada britânica - (Major-General Horatius Murray)
      -  8ª Divisão Blindada indiana - (Major-General Dudley Russell)

    - Reserva do Grupo de Exércitos
      -  1ª Divisão Blindada americana - (Major-General Vernon Prichard)

  -  Movimento de resistência italiano